# Alcedo (wulkan)

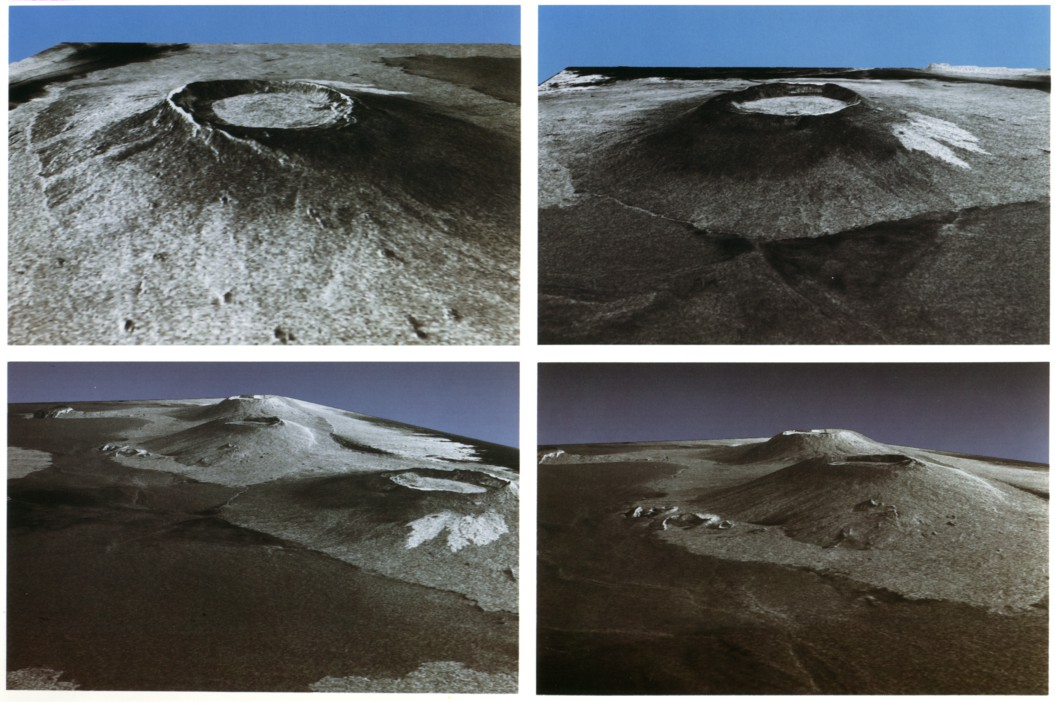
Wulkan Alcedo

Alcedo – czynny wulkan tarczowy na wyspie Isabela w archipelagu Galapagos. Wznosi się na wysokość 1130 m n.p.m. Ostatnia erupcja miała miejsce w 1993 roku.

## Opis
Alcedo położony jest wyspie Isabela w archipelagu Galapagos i jest najmniejszym z sześciu wulkanów na wyspie. Kalderę (6 × 7 km) i stoki pokrywa roślinność. Zastygłe strumienie lawy znajdują się na północnym stoku. Alcedo to jedyny wulkan na wyspach Galapagos wyrzucający oprócz lawy bazaltowej także ryolitową.
Alcedo był jedną z atrakcji turystycznych Parku Narodowego Galapagos do końca lat 90. XX wieku. Żyje tu największa populacja żółwi słoniowych, która przetrwała pomimo inwazji osłów. Jednak kiedy pod koniec lat 70. XX wieku kozy również dotarły do kaldery, środowisko żółwi zostało zagrożone. W 2004 roku Park rozpoczął masową akcję usuwania gatunków introdukowanych, w tym osłów i kóz, która zakończyła się sukcesem w 2006 roku. Alcedo pozostaje zamknięty dla turystów.

## Erupcje
Erupcje miały miejsce w 1953 (z dokładnością do siedmiu lat) i 1993 roku. Erupcja w 1954 roku była przypisywana Alcedo, ale najprawdopodobniej była to erupcja sąsiedniego wulkanu Sierra Negra. Ostatni wybuch wulkanu miał miejsce w grudniu 1993 roku.